# Sainte-Barbe (Vosges)
Sainte-Barbe é uma comuna francesa na região administrativa do Grande Leste, no departamento de Vosges. Estende-se por uma área de 30.38 km². Em 2010 a comuna tinha 277 habitantes (densidade: 9,1 hab./km²).